# IC 279
IC 279 — галактика типу Sc (компактна спіральна галактика) у сузір'ї Овен.
Цей об'єкт міститься в оригінальній редакції індексного каталогу.